# Susan Cullen-Ward
Susan, princesa consort d'Albània (de soltera Susan Barbara Cullen-Ward, abans Williams; 28 de gener de 1941 - 17 de juliol de 2004) va ser l'esposa australiana de Leka, príncep hereu d'Albània.
El seu marit, conegut com el rei Leka, havia estat proclamat rei dels albanesos pel govern anticomunista albanès a l'exili el 1961, després de la mort del seu pare, el rei Zog, mentre Albània era una república comunista.

## Primera etapa
Susan Cullen-Ward va néixer al suburbi de Waverley, a Sydney. La seva mare era Phyllis Dorothea Murray-Prior i el seu pare era Alan Robert Cullen-Ward, pastor. Susan Cullen-Ward era una besnéta del polític de Queensland Thomas Lodge Murray-Prior (1819–1892).
Cullen-Ward va créixer a la granja d'ovelles del seu pare. Va assistir al Presbyterian Ladies' College a Orange, després va estudiar al Sydney Technical College abans d'ensenyar art en un estudi privat.
Va estar casada amb Richard Williams de 1965 a 1970. Susan Cullen-Ward era anglicana.

## Matrimoni amb el príncep hereu d'Albània
Susan Cullen-Ward va conèixer a Leka, príncep hereu d'Albània, l'únic fill del rei Zog I dels albanesos, en un sopar a Sydney. A l'octubre de 1975, es van casar en una cerimònia civil a Biarritz, França. La parella es va casar posteriorment en una cerimònia religiosa a Madrid.
Les autoritats australianes es van negar a reconèixer-la com a reina, però, en un compromís quan Andrew Peacock era ministre d'Afers Exteriors, van emetre un passaport a nom de "Susan Cullen-Ward, coneguda com a reina Susan".
Va viure una vida convulsa després de casar-se amb Leka, ja que es van traslladar d'un país a un altre, sense residència permanent ni punt de referència fix. En els primers anys de matrimoni, la parella va viure a Espanya. Més tard es van establir a Rhodèsia (ara Zimbabwe). Després d'una disputa amb el govern de Robert Mugabe, la parella es va traslladar de nou, aquesta vegada a Sud-àfrica, on va néixer el seu fill, Leka, el 1982. També va tenir una filla, morta al néixer, mentre residia a Rhodèsia.

## Mort
La princesa hereva d'Albània va morir de càncer de pulmó el 17 de juliol de 2004 a Tirana, Albània. Després de la seva mort, el seu taüt va ser exposat públicament en una capella als afores de Tirana.
Està enterrada al mausoleu de la família reial albanesa, al costat de la seva sogra, la reina Geraldine, el seu marit, el príncep hereu Leka, i el seu pare, el cos del qual va ser enterrat de nou el 2012.